# White Sands (Alberta)
Pour les articles homonymes, voir White Sands (homonymie).
White Sands est un village d'été (summer village) du Comté de Stettler No 6, situé dans la province canadienne d'Alberta.

## Démographie
En tant que localité désignée dans le recensement de 2011, White Sands a une population de 91 habitants dans 44 de ses 217 logements, soit une variation de -24,2 % avec la population de 2006. Avec une superficie de 1,595 9 km2, le village d'été possède une densité de population de 57,021 1 hab/km2 en 2011.
Concernant le recensement de 2006, White Sands abritait 120 habitants dans 51 de ses 212 logements. Avec une superficie de 1,595 9 km2, le village d'été possédait une densité de population de 75,2 hab/km2 en 2006.
| 2001 | 2006 | 2011 | 2016 |
| ---- | ---- | ---- | ---- |
| 73   | 120  | 91   | 120  |